# Roma (film 2004)
Roma è un film del 2004 diretto da Adolfo Aristarain.